# 邊貢
邊貢（1476年—1532年），字廷實，號華泉，山東濟南府歷城縣人，明朝官員、詩人、文學家。官至南京戶部尚書。邊貢文學成就卓著，是「前七子」之一。有《華泉集》。

## 生平
弘治八年（1495年）乙卯科山東鄉試第四名舉人，九年（1496年）聯捷丙辰科進士。兵部觀政，授太常寺博士，十八年（1505年）六月升兵科給事中，九月升太常寺丞，正德二年（1507年）出為衛輝府知府，四年（1509年）調荊州府知府，六年（1511年）七月升山西提學副使，丁父憂，服闋，九年（1514年）五月復除河南提學副使，十二年（1517年）丁母憂，扶櫬歸里。
明世宗即位，正德十六年（1521年）十一月以薦起復南京太常寺少卿，嘉靖二年（1523年）十月升南京太僕寺卿，三年（1524年）三月升南京太常寺卿，六年（1527年）四月改北京太常寺卿、提督四夷館，七年（1528年）閏十月升南京刑部右侍郎，八年（1529年）九月升南京戶部尚書，十年（1531年）五月右都御史汪鋐彈劾其縱酒廢職，月視事無三日，遂罷歸。十一年（1532年）去世。

## 文學
邊貢早負才名，因為文學理念相近，加上同時尊崇復古文風，因此與李夢陽等人並列為前七子。弘治、正德年間，又與李夢陽、何景明、徐禎卿並稱為“弘正四傑”。

## 著作
有《華泉集》。

## 家族
曾祖邊文質，贈參政大夫、應天府治中；祖父邊寧，應天府治中；父邊節，代州知州。母董氏。重庆下。弟邊賦。

## 相關書籍
- 《边贡诗文选》，许金榜，济南出版社, 1994年，ISBN 7805728232

## 延伸阅读
[在维基数据编辑]
 《國朝獻徵錄·卷之三十一》，出自焦竑《國朝獻徵錄》
 《明史卷二百八十六》，出自《明史》

| 官衔        | 官衔                    | 官衔        |
| ----------- | ----------------------- | ----------- |
| 前任： 車梁 | 明朝荊州府知府 正德年間 | 繼任： 蔣瑤 |